# Souheila Yacoub
Souheila Yacoub (* 29. června 1992 Ženeva) je švýcarská herečka. Před zahájením herecké kariéry se věnovala gymnastice. Studovala na Národní konzervatoři dramatického umění v Paříži. V roce 2018 hrála ve svých dvou prvních filmech, a sice Les Affamés a Climax. Později hrála ve filmu Le sel des larmes režiséra Philippa Garrela. Rovněž hrála v televizních seriálech a divadle. V divadle hrála například ve hře Tous des Oiseaux v divadle Théâtre national populaire. Také hrála v hudebních videoklipech, například k písni „Trop beau“ od rappera Lomepala.